# Phaeostigma (Magnoraphidia) horticolum
Phaeostigma (Magnoraphidia) horticolum is een kameelhalsvliegensoort uit de familie van de Raphidiidae. De soort komt voor in Griekenland.
Phaeostigma (Magnoraphidia) horticolum werd voor het eerst wetenschappelijk beschreven door H. Aspöck & U. Aspöck in 1973.